# 与格
与格（拉丁語： casus dativus，缩写： DAT），也称给格，德语和俄语语法称为第三格，是指名词的语法上的格。与格通常表示动词的间接宾语。与格存在于梵语、古希腊语、拉丁语、俄語、古英语和德语中。在德语中，一些介词要求其后的名词使用与格，例如  和  之后，总是跟随与格。
在克丘亚语中，用在词尾加上-paq来表示与格，比如wasi（房屋）的与格就是wasipaq。
在现代英语中，与格不再是英语语法的一部分，它只出现在一些表达用语中。一个很好的例子是單字methinks（据我看来）。它来源于古英语的与格形式变化：me（与格的人称代词）+thinks（to seem，与动词词组to think很接近的一个词组）。
与格在英语中可以不要前置词，例如在“He gave me a book.”中一样。在这个例子中，“me”是与格。

## 外部連結
- German dative case （页面存档备份，存于） A lesson covering the dative case in the German language
- Hungarian dative case （页面存档备份，存于） from www. HungarianReference.com
- Russian Dative:  （页面存档备份，存于）, ,